# Sergei Iwanowitsch Tjulpanow

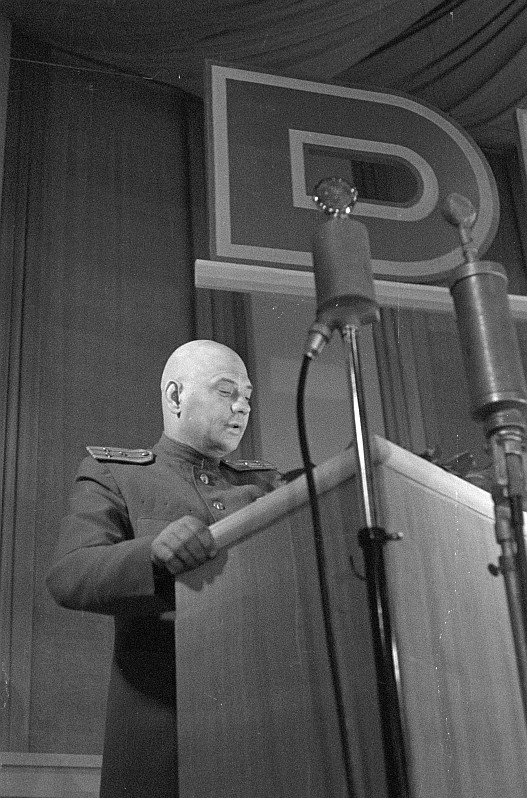
Tjulpanow bei der Eröffnung der DEFA (1946)

Sergei Iwanowitsch Tjulpanow (russisch Сергей Иванович Тюльпанов, wiss. Transliteration Sergej Ivanovič Tjul'panov; * 3. Oktober 1901; † 16. Februar 1984 in Leningrad) war ein sowjetischer Offizier und Gesellschaftswissenschaftler. Er wurde 1945–1949 als Mitarbeiter der Sowjetischen Militäradministration in Deutschland (SMAD) bekannt.

## Leben

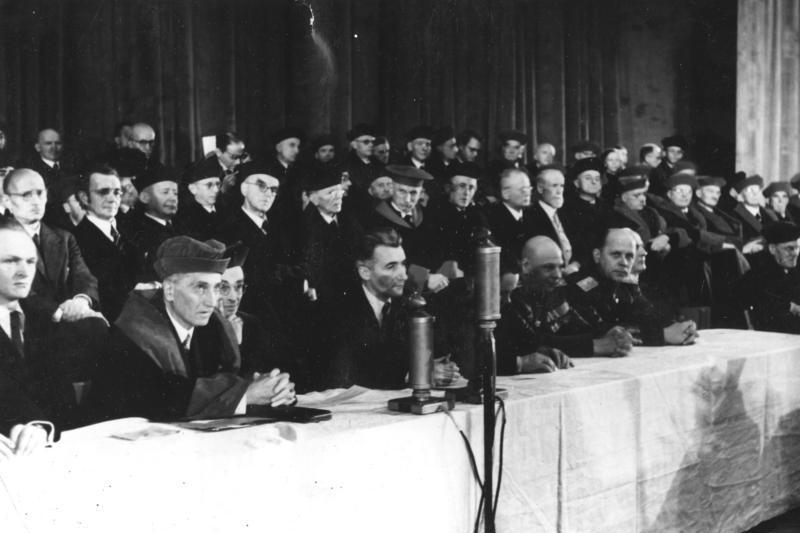
Tjulpanow bei der Eröffnung der Berliner Universität am 29. Januar 1946. Von links: Josef Naas und Theodor Brugsch von der DVV, Paul Wandel am Mikrofon, rechts Tjulpanov und Solotuchin als Vertreter der SMAD

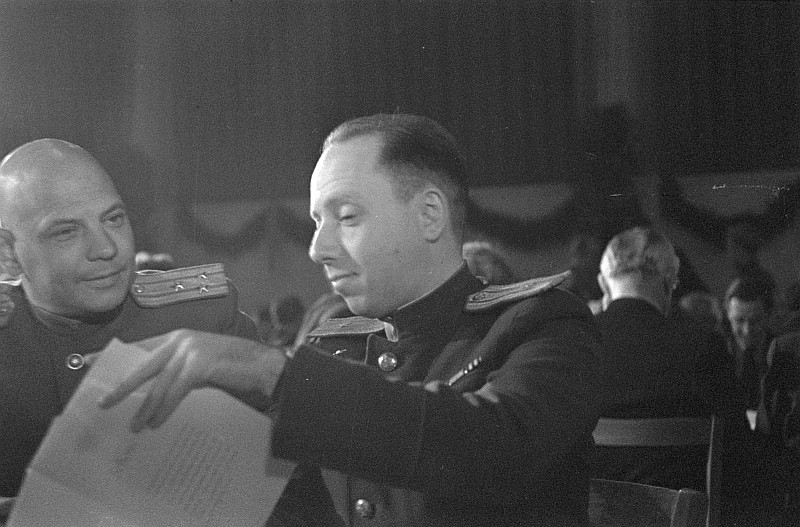
Tjulpanow (links) mit Alexander Dymschitz (17. Mai 1946)

Nach verschiedenen handwerklichen und kaufmännischen Hilfsarbeiten studierte Tjulpanow Ende der 1920er Jahre an der Pädagogischen Hochschule in Leningrad. In der Roten Armee wurde Tjulpanow Berufsoffizier und trat 1927 der KPdSU bei. Als Regimentskommandeur war er Lehrer an militärischen Einrichtungen und studierte zugleich 1930–36 Gesellschafts- und Wirtschaftswissenschaften an der Militärpolitischen Lenin-Akademie in Leningrad (Doktor). Während des Großen Terrors 1937–38 versteckte er sich ein Jahr lang als Arbeiter auf einer Kolchose. Seine Mutter wurde 1940 als angebliche Spionin hingerichtet. Sein Vater verstarb in Kasachstan im Lager. Ab 1938 war Tjulpanow wieder als Lehrer aktiv, ab 1941 auch im Schulungswesen der Partei. 1941–45 war er Leiter der Politischen Abteilung an verschiedenen Frontabschnitten. Seine fünfjährige Tochter Dolores verhungerte im belagerten Leningrad. Er selbst wurde mehrfach verwundet.
Von Oktober 1945 bis September 1949 leitete er im Range eines Obersten die Propaganda- und Informations-Abteilung der SMAD. In dieser Funktion hatte er viele Kontakte zu den Politikern der KPD, SPD und (ab 1946) SED, namentlich zu Walter Ulbricht. Er forcierte 1946 die  Vereinigung von SPD und KPD zur SED und ab 1948 die Entwicklung eines eigenen Staatswesens auf dem Gebiet der SBZ nach sowjetischen Vorbildern. Er engagierte sich auch für die Freilassung von Gustaf Gründgens.
1949 wurde Tjulpanow aus Deutschland abberufen und zum Generalmajor befördert. Er war Lehrer an der Leningrader Marineakademie und ab 1957 ziviler Hochschullehrer an der Universität Leningrad.

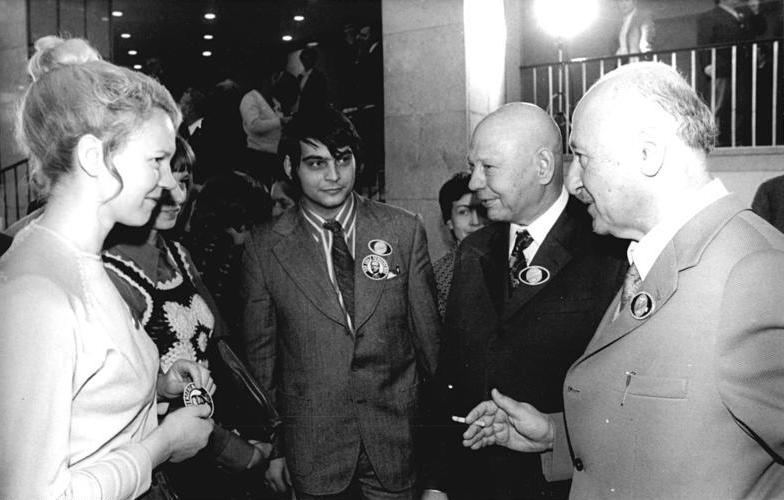
Tjulpanow beim Weltkongreß der Friedenskräfte in Moskau (26. Oktober 1973) 2ter v.r.

1976 wurde er in der DDR mit dem Orden Stern der Völkerfreundschaft in Gold ausgezeichnet. 1959 erhielt er von der Universität Leipzig die Ehrendoktorwürde.

## Darstellung Tjulpanows in der bildenden Kunst der DDR
- Hans Kies: Porträtkopf Prof. S. Tulpanow, ehemaliger Kulturoffizier in Dresden (Porträtbüste, 1966/1967, schwarzer Granit, poliert; Nationalgalerie Berlin)[7]

## Werke
- Politische Ökonomie und ihre Anwendung in den Entwicklungsländern, Die Wirtschaft, Berlin 1972.
- Erinnerungen an deutsche Freunde und Genossen, Aufbau-Verlag, Berlin 1984.
- Deutschland nach dem Kriege (1945–1949). Erinnerungen eines Offiziers der Sowjetarmee, Dietz-Verlag, Berlin/DDR 1986.